# Red Art Games
Red Art Games est une entreprise française spécialisée dans la distribution et l'édition de jeux vidéo fondée en 2017,. Initialement concentrée sur la sortie de versions physiques sur consoles de titres uniquement sortis au format dématérialisé, elle s'occupe désormais également de réaliser des portages sur consoles de jeux à l'origine uniquement commercialisés sur PC ainsi que d'éditer des jeux au format dématérialisé sur les boutiques numériques des consoles comme la Nintendo Switch, la PlayStation 4, la PlayStation 5 ou encore la Xbox One.

## Historique
Red Art Games est né de l’esprit de Michael Binkowski à la toute fin de l’année 2017. Cofondateur et dirigeant pendant 15 ans de la boutique de jeux vidéo parisienne Trader, il affirme avoir eu l’idée de créer sa propre maison d’édition de jeux des suites de demandes répétées de clients de son magasin concernant la disponibilité en version physique de différents jeux. Si Red Art Games reconnaît la diminution progressive des ventes de jeux au format physique ces dernières années, Michael Binkowski estime que "20 à 25% des joueurs sont encore très attachés au marché physique". Red Art Games affirme par ailleurs que les développeurs de jeux indépendants y voient un intérêt eux aussi. D'après Julie Moine, graphic designer chez l'éditeur français, ces mêmes développeurs sont "ravis" de voir leurs jeux sortir en version boîte. Jérôme Labbé, directeur technique de Red Art Games, explique par ailleurs qu'il arrive qu'ils éditent des jeux après avoir approché des développeurs PC indépendants qui n'avaient initialement même pas prévu de sortir leurs jeux sur consoles.
Les premières années d’activité de Red Art Games se sont focalisées sur la commercialisation de versions physiques de jeux initialement disponibles uniquement au format dématérialisé. Avec la sortie de Sturmfront - The Mutant War: Übel Edition sur PS4, Nintendo Switch, Xbox One, Wii U et PS Vita le 2 avril 2021, Red Art Games s’est également lancé dans l’édition de jeux numériques sur les boutiques virtuelles des différents consoliers.
Un autre virage effectué par Red Art Games s’est produit avec la sortie de Record of Lodoss War: Deedlit In Wonder Labyrinth. En plus d’être tiré d’une célèbre licence venue de l’animation japonaise, ce jeu n’a pas eu droit à un tirage limité de ses versions physiques. Ces dernières sont en effet produites via un tirage standard. Deedlit in Wonder Labyrinth est également la première sortie de Red Art Games à disposer d’une sortie officielle, classifiée par l’ESRB, en Amérique du Nord. 
En parallèle à ses activités dans l’édition, Red Art Games a ouvert son propre studio de développement fin 2021. Red Art Studios participe au portage sur consoles de jeux indépendants proposés uniquement sur PC initialement. Et selon Michael Binkowski, le plan pour ce studio est qu’il développe ses propres jeux à terme. D'après Jérôme Labbé, Red Art Games souhaiterait par exemple proposer la suite en 2D moderne d'un titre ayant "marqué l'époque Super Nintendo ou Mega Drive". Ce désir s'explique par le fait que l'identité artistique de Red Art Games repose sur des jeux en pixel art dont les genres reprennent ceux qui étaient populaires dans les années 1990.
Début 2022, Red Art Games recrute Romain Mahut, ancien Chef de Rubrique News du site d'actualité vidéoludique français Gameblog, afin qu'il prenne en charge sa communication,,.
En avril 2022, Red Art Games a annoncé être l’éditeur des versions Nintendo Switch physiques de As Far As The Eye,, titre développé par le studio de ZeratoR, célèbre streamer français.
En mai 2022, Red Art Games participe à l'événement en ligne AG French Direct Printemps 2022 pour annoncer le jeu Helvetii sur Nintendo Switch et PS4. Ce dernier dispose d'une bande-son composée par Dale North avec Emi Evans, la chanteuse des bandes-originales (en) des jeux NieR et NieR Automata, au chant. Autre fait marquant de mai 2022, Red Art Games a participé pour la première fois à l'INDIE Live Expo (ja). Au cours de l'édition 2022 de cet événement en ligne japonais, l'éditeur français a annoncé la sortie sur consoles du Shoot 'em Up Sophstar.
Le mois d'août 2022 représente une autre séquence marquante dans l'histoire de Red Art Games. Pour la première fois de son histoire, l'éditeur français dispose de son stand lors du salon allemand Gamescom et profite de l'occasion pour présenter trois nouveaux jeux dont Nuclear Blaze, le dernier jeu de Sébastien Bénard, le créateur de Dead Cells. Le 29 août, il est révélé que Red Art Games est impliqué dans la campagne Kickstarter de financement des jeux Armed Fantasia et Penny Blood, suites spirituelles des jeux Wild Arms et Shadow Hearts respectivement. 
En septembre 2022, Red Art Games participe pour la première fois au salon japonais Tokyo Game Show. Au cours de ce salon, l'éditeur français annonce la sortie physique en occident de plusieurs jeux japonais dont Demon Gaze Extra et Eiyuden Chronicle: Rising (en). 
En mars 2023, le site de l'agrégateur de note américain Metacritic publie son classement 2023 des éditeurs de jeux vidéo pour l'année 2022. Pour sa première apparition au classement en cinq ans d'existence, Red Art Games entre directement à la 11e place, juste devant Nintendo. 

## Jeux édités
Tous les jeux commercialisés par Red Art Games sont proposés en version physique,,, et la majorité d'entre eux dispose d'un tirage limité. Red Art Games ne propose pas de versions Xbox physiques en raison de minimums de production trop importants demandés par Microsoft. Certains titres sont également édités en version numérique par Red Art Games sur des services comme l'eShop de Nintendo, le PlayStation Store ou le Microsoft Store. D'autres ont en revanche un éditeur différent sur les plates-formes numériques.
Au mois d'octobre 2022, Record of Lodoss War: Deedlit In Wonder Labyrinth est selon Red Art Games le titre de son catalogue qui s'est le mieux vendu. En seconde position se trouve Mayhem Brawler. 
| Titre du jeu                                      | Date de sortie   | Genre                          | Plates-Formes              | Référence |
| ------------------------------------------------- | ---------------- | ------------------------------ | -------------------------- | --------- |
| 112th Seed                                        | Q3 2021          | Plates-Formes                  | PS4                        | [ 30 ]    |
| Akinofa                                           | Q4 2021          | Shoot 'em up                   | PS4                        | [ 31 ]    |
| Arietta of Spirits                                | Q4 2021          | Action, Aventure               | PS4, Switch                | [ 32 ]    |
| Awesome Pea                                       | Q4 2020          | Action                         | PS4                        | [ 33 ]    |
| As Far As The Eye                                 | Q3 2022          | City Builder                   | Switch                     | [ 34 ]    |
| Awesome Pea 2                                     | Q4 2020          | Action                         | PS4                        | [ 35 ]    |
| Bard's Gold                                       | Q1 2022          | Plates-Formes, Roguelike       | Switch                     | [ 36 ]    |
| Batbarian: Testament of the Primordials           | Q2 2022          | Metroidvania                   | PS4                        | [ 37 ]    |
| BATS: Bloodsucker Anti-Terror Squad               | Q4 2021          | Action                         | PS4                        | [ 38 ]    |
| Bit Dungeon +                                     | Décembre 2018    | Action-RPG                     | PS4, PS Vita               | [ 39 ]    |
| Blazing Beaks                                     | Q1 2022          | Action, Roguelike              | Switch                     | [ 40 ]    |
| Blind Men                                         | Q2 2022          | Visual Novel                   | PS4                        | [ 41 ]    |
| Braveland Trilogy                                 | Q2 2021          | Aventure, Stratégie            | PS4                        | [ 42 ]    |
| Brotherhood United                                | Q1 2022          | Run 'n Gun, Plates-Formes      | PS4                        | [ 43 ]    |
| Bundle Demetrios & Xenon Valkyrie+                | Q4 2021          | Roguelike, Point and Click     | Switch                     | [ 44 ]    |
| Butcher                                           | Q1 2022          | Action                         | Switch                     | [ 45 ]    |
| Calico                                            | Q1 2022          | Simulation                     | Switch                     | [ 46 ]    |
| Candleman                                         | Q3 2020          | Plates-Formes                  | Switch                     | [ 47 ]    |
| Children of Zodiarcs                              | Q3 2020          | Stratégie, Cartes              | Switch                     | [ 48 ]    |
| Crashbots                                         | 13 janvier 2022  | Runner                         | PS4                        | [ 49 ]    |
| Creepy Road                                       | Q3 2022          | Action                         | PS4                        | [ 50 ]    |
| Croixleur Sigma                                   | Q1 2022          | Hack and Slash                 | Switch                     | [ 51 ]    |
| Damsel                                            | Q1 2022          | Action                         | PS4                        | [ 52 ]    |
| Demetrios: The Big Cynical Adventure              | 28 décembre 2018 | Point and Click                | PS4, PS Vita               | [ 53 ]    |
| Dex                                               | Q4 2020          | Action, Aventure               | Switch                     | [ 54 ]    |
| Die With Glory                                    | Q2 2022          | Aventure                       | PS4                        | [ 55 ]    |
| Dogurai                                           | Q3 2021          | Plates-Formes                  | PS4                        | [ 56 ]    |
| Double Kick Heroes                                | Q1 2022          | Rythme, Shoot 'em up           | Switch                     | [ 57 ]    |
| Duck Souls+                                       | Q1 2021          | Arcade                         | PS4                        | [ 58 ]    |
| Escape from Tethys                                | Q2 2021          | Metroidvania                   | PS4                        | [ 59 ]    |
| Eternum EX                                        | Q3 2020          | Action                         | Switch                     | [ 60 ]    |
| Evan's Remains                                    | Q1 2021          | Puzzle, Plates-Formes          | PS4                        | [ 61 ]    |
| Evoland: Legendary Edition                        | Q3 2020          | Action, Aventure               | PS4                        | [ 62 ]    |
| FoxyLand Collection                               | Q2 2022          | Aventure                       | PS4                        | [ 55 ]    |
| Fullblast                                         | 12 février 2019  | Shoot 'em up                   | PS4                        | [ 63 ]    |
| Gekido: Kintaro's Revenge                         | 2019             | Action                         | PS4, Switch                | [ 64 ]    |
| Glam's Incredible Run: Escape from Dukha          | Q2 2022          | Plates-Formes                  | PS4, Xbox One              | [ 65 ]    |
| Gunborg: Dark Matters                             | 4 mars 2022      | Action, Plates-Formes          | PS5, PS4, Switch, Xbox One | [ 66 ]    |
| Halloween Forever                                 | 31 octobre 2019  | Action                         | PS4                        | [ 67 ]    |
| Hardcore Mecha                                    | Q1 2021          | Action                         | Switch                     | [ 68 ]    |
| Horned Knight                                     | 24 février 2022  | Action, Plates-Formes          | PS4                        | [ 69 ]    |
| Hover                                             | février 2020     | Action, Aventure               | Switch                     | [ 70 ]    |
| Ice Cream Surfer                                  | 7 décembre 2018  | Action                         | PS4, PS Vita               | [ 71 ]    |
| In Rays of the Light                              | Q1 2022          | Walking Simulator              | PS5, PS4                   | [ 72 ]    |
| Inspector Waffles                                 | Q4 2021          | Point and Click                | PS4                        | [ 73 ]    |
| Iro Hero                                          | 16 décembre 2021 | Shoot 'em up                   | PS4                        | [ 74 ]    |
| Iron Wings                                        | Q2 2021          | Action                         | Switch                     | [ 75 ]    |
| JackQuest: The Tale of the Sword                  | 22 février 2019  | Action, Plates-Formes          | PS4                        | [ 76 ]    |
| Journey of the Broken Circle                      | 9 avril 2021     | Aventure, Plates-Formes        | PS4                        | [ 77 ]    |
| Kholat                                            | Q1 2021          | Horreur                        | Switch                     | [ 78 ]    |
| LightFairytale Episode 1                          | Q2 2022          | RPG                            | PS4                        | [ 79 ]    |
| Linn: Path of Orchards                            | Q4 2021          | Plates-Formes, Puzzle          | Switch                     | [ 80 ]    |
| Macrotis: A Mother's Journey                      | Q4 2021          | Aventure, Plates-Formes        | PS4                        | [ 81 ]    |
| Mask of Mists                                     | Q2 2022          | Plates-Formes, Puzzle          | PS4, Switch                | [ 82 ]    |
| Metagal                                           | Q3 2020          | Action, Aventure               | PS4                        | [ 83 ]    |
| Metropolis: Lux Obscura                           | Q1 2021          | Puzzle                         | PS4                        | [ 84 ]    |
| Monster Prom XXL                                  | Q2 2021          | Party Game, RPG                | PS4                        | [ 85 ]    |
| My Aunt is a Witch                                | Q2 2021          | Visual Novel                   | PS4                        | [ 86 ]    |
| My Memory of Us                                   | Q3 2020          | Plates-Formes                  | Switch                     | [ 87 ]    |
| NeuroVoider                                       | 27 juin 2019     | Twin-Stick Shooter, Roguelike  | PS4, Switch                | [ 88 ]    |
| Nongunz: Doppelgänger Edition                     | Q1 2022          | Roguelike                      | PS4, Switch                | [ 89 ]    |
| Obey Me                                           | Q4 2021          | Action, Aventure               | PS4                        | [ 90 ]    |
| Old Man's Journey                                 | 7 mars 2019      | Action                         | PS4, Switch                | [ 91 ]    |
| One Night Stand                                   | Q2 2021          | Visual Novel                   | PS4                        | [ 92 ]    |
| Oure                                              | 31 mai 2019      | Aventure, Puzzle               | PS4                        | [ 93 ]    |
| Ovivo                                             | Q3 2020          | Plates-Formes                  | PS4                        | [ 94 ]    |
| Pantsu Hunter: Back to the 90's                   | 2021             | Visual Novel                   | PS4                        | [ 95 ]    |
| Pillar                                            | Q2 2021          | Aventure, Puzzle               | PS4                        | [ 96 ]    |
| Pinkman+                                          | Q4 2021          | Action, Plates-Formes          | PS4                        | [ 96 ]    |
| The Procession to Calvary                         | Q1 2022          | Point and Click                | PS4, Switch                | [ 97 ]    |
| Project Starship                                  | Q1 2022          | Shoot 'em Up                   | PS4                        | [ 98 ]    |
| Projection: First Light                           | Q4 2021          | Aventure                       | PS4                        | [ 99 ]    |
| Red Death                                         | 3 février 2022   | Shoot 'em Up                   | PS4                        | [ 100 ]   |
| Relayer                                           | Q2 2022          | RPG Tactique                   | PS5, PS4                   | [ 101 ]   |
| Riddled Corpses EX                                | 18 mai 2020      | Action                         | PS4, PS Vita, Switch       | [ 102 ]   |
| Rift Keeper                                       | Q2 2022          | Metroidvania                   | PS4                        |           |
| Skautfold: Shrouded in Sanity                     | 10 février 2022  | Action, Aventure, Souls-like   | PS4                        | [ 103 ]   |
| Sigi: A Fart for Melusina                         | Q2 2020          | Action, Aventure               | PS4                        | [ 104 ]   |
| Sir Lovelot                                       | Q4 2021          | Action, Plates-Formes          | Switch                     | [ 105 ]   |
| Splasher                                          | 10 juillet 2019  | Plates-Formes                  | PS4, Switch                | [ 106 ]   |
| Stay                                              | May 2019         | Puzzle                         | PS4, Switch                | [ 107 ]   |
| Steam Tactics                                     | Q1 2021          | RPG Tactique, Stratégie        | PS4                        | [ 108 ]   |
| Steel Rats                                        | Q1 2021          | Action, Course, Plates-Formes  | PS4                        | [ 109 ]   |
| Sturmfront - The Mutant War: Übel Edition         | Q2 2021          | Action                         | PS4, Switch                | [ 110 ]   |
| Suicide Guy Collection                            | Q1 2021          | Aventure, Puzzle               | Switch                     | [ 111 ]   |
| Super Skull Smash Go! 2 Turbo                     | Q1 2021          | Action                         | PS4                        | [ 112 ]   |
| Takotan                                           | Q4 2021          | Action, Aventure, Shoot 'em Up | PS4                        | [ 113 ]   |
| Task Force Kampas                                 | Q4 2021          | Action, Shoot 'em Up           | PS4                        | [ 114 ]   |
| The Bard's Tale Remastered and Resnarkled         | 13 août 2018     | RPG                            | PS4, PS Vita               | [ 115 ]   |
| The Deer God                                      | 31 janvier 2019  | Aventure                       | PS4, PS Vita               | [ 116 ]   |
| Legend of the Skyfish                             | Q3 2020          | Action, Aventure, Puzzle       | PS4, Switch                | [ 117 ]   |
| The Mooseman                                      | Q4 2020          | Aventure                       | PS4                        | [ 118 ]   |
| Unto the End                                      | Q3 2021          | Action, Aventure               | PS4, Switch                | [ 119 ]   |
| Urban Trial Tricky Deluxe Edition                 | Q4 2021          | Plates-Formes                  | PS4                        | [ 120 ]   |
| Vectronom                                         | Q3 2020          | Rythme                         | Switch                     | [ 121 ]   |
| Void Gore                                         | Q2 2021          | Action                         | PS4                        | [ 122 ]   |
| War Tech Fighters                                 | Octobre 2019     | Action, Aventure               | PS4, Switch                | [ 123 ]   |
| War Theatre                                       | 28 février 2020  | Action, Stratégie              | PS4                        | [ 124 ]   |
| Warlock's Tower                                   | Q4 2020          | Action, Puzzle                 | PS4                        | [ 125 ]   |
| Warlocks 2: God Slayers                           | Q1 2022          | Action, Plates-Formes          | Switch                     | [ 126 ]   |
| Record of Lodoss War: Deedlit in Wonder Labyrinth | 25 février 2022  | Metroidvania                   | PS5, PS4, Switch           | [ 127 ]   |
| Xeodrifter                                        | Décembre 2019    | Plates-Formes                  | Switch                     | [ 128 ]   |
| Yestermorrow                                      | Q2 2021          | Aventure, Plates-Formes        | PS4                        | [ 129 ]   |